# Liste der Kulturdenkmale in Brodau (Delitzsch)
In der Liste der Kulturdenkmale in Brodau sind die Kulturdenkmale des Delitzscher Ortsteils Brodau verzeichnet, die bis April 2020 vom Landesamt für Denkmalpflege Sachsen erfasst wurden (ohne archäologische Kulturdenkmale). Die Anmerkungen sind zu beachten.
Diese Aufzählung ist eine Teilmenge der Liste der Kulturdenkmale in Delitzsch.

## Brodau
| Bild                                    | Bezeichnung | Lage                                                | Datierung                                       | Beschreibung | ID       |
| --------------------------------------- | --- | --------------------------------------------------- | ----------------------------------------------- | --- | -------- |
|                                         | Allee und Straßenpflaster einer Ausfallstraße                                                                                       | (Flur 1, Flurstück 22/3) (Karte)                    | Zwischen 1850 und 1950                          | Straße mit altem Kopfsteinpflaster, Allee mit altem Lindenbestand, ortsentwicklungsgeschichtlich und verkehrsgeschichtlich von Bedeutung. Ehemaliger Verbindungsweg nach Delitzsch in originaler Anlage, Struktur, Straßenpflaster und seitlicher Baumreihen. | 09258559 |
| Weitere Bilder                          | Kirche (mit Ausstattung) sowie Kirchhof mit Einfriedungsmauer, Grabplatte an der Südseite der Kirche sowie Grabmal auf dem Kirchhof | Am Rittergut 4 (Karte)                              | Um 1500 (Kirche); bezeichnet mit 1872 (Grabmal) | Im Kern spätgotische Saalkirche mit Westturm, klassizistisch überformt, ortsbildprägendes Gebäude mit bauhistorischer und ortsgeschichtlicher Bedeutung, Grabmal in hervorragender gestalterischer Qualität mit Darstellung eines Engels über einer Urne lehnend, der mit Todessymbolen versehen ist. - Kirche: heute ruinös, verputzte Mischbauweise (Ziegel in Klosterformat und Bruchstein) mit dreiseitig geschlossenem Chor, hohe Rundbogenfenster, ehemals Bleiverglasung, Innenausstattung als Emporensaal mit Spiegelgewölbe, breiter Kehle und Portikuskanzelaltar, Sakramentsnische in südlicher Chorwand (um 1500), außen Grabplatte in Sandstein (um 1700) - Einfriedung: auf teilweise alten Bruchsteinsockel mit schlichten Pfeilern in Klinkerbauweise, dazwischen Staketenzaun - Grabmal: auf rechteckigem Sockel Engel über Urne lehnend, reich drapiert, Verzierungen in typischen Todessymbolen mit Mohn und Fackel, Zustand stark verwittert | 09257009 |
| Direkt Bild zu diesem Denkmal hochladen | Transformatorenstation | Brodauer Dorfstraße (Karte)                         | Um 1920                                         | Klinkerbau mit Satteldach im Schweizer Stil, von technikgeschichtlicher und ortsgeschichtlicher Bedeutung. Mit Ecklisenen, Schmuckelemente wie Gesims und Fenstersturz und Sockel in rotem Backstein. | 08972090 |
| Direkt Bild zu diesem Denkmal hochladen | Ehemalige Schnitterkaserne, heute Wohnhäuser                                                                                        | Joachim-Bauer-Straße 10, 12, 14, 16, 18, 20 (Karte) | Ende 19. Jahrhundert                            | Eingeschossiger Klinkerbau in Ecklage Lobergasse, mit weitgehend originaler Bausubstanz, von sozialhistorischer Bedeutung. Langgestreckter gelber Bau auf Granitsockel mit Satteldach, Gaupen später, einfache Lisenengliederung mit rotem Klinker, abgetrepptes Traufgesims mit Zahnschnitt, Fenster neu. Rückseitige Schuppen vor 2008 abgebrochen. | 09257093 |
| Direkt Bild zu diesem Denkmal hochladen | Wohnhaus und Toreinfahrt | Schulplatz 5 (Karte)                                | Um 1800 und später                              | Putzbau mit Krüppelwalmdach, mit bauhistorischer und siedlungsgeschichtlicher Bedeutung. Zweigeschossig, sechsachsig, Massivbau, leichter Mittelrisalit, Traufgesims hohlkehlenförmig, Vorhausanbau später, Plastikfenster neu, Einfahrt als Toranlage mit drei hohen Pfeilern in verputzter Ziegelbauweise mit Sandsteinplattenabdeckung. Vermutliches Gutsverwalterhaus des Rittergutes – das ist aber unwahrscheinlich, da das Rittergut nördlich der Kirche und nicht westlich der Kirche lag. Vermutlich eher Pfarrhaus oder alte Schule des Ortes. | 09257091 |
|                                         | Wohnhaus | Wiesenweg 4 (Karte)                                 | Um 1900                                         | Ortsbildprägender, gut erhaltener gründerzeitlicher Klinkerbau, baugeschichtlich von Bedeutung. Zweigeschossig, Satteldach, in markanter Lage, horizontale Gliederung mittels Bänder und Gesims, Fenster und Dach erneuert, Klinkerbau mit verschiedenfarbig abgesetzter Fassadengestaltung. | 08970801 |

## Tabellenlegende
- Bild: Bild des Kulturdenkmals, ggf. zusätzlich mit einem Link zu weiteren Fotos des Kulturdenkmals im Medienarchiv Wikimedia Commons. Wenn man auf das Kamerasymbol klickt, können Fotos zu Kulturdenkmalen aus dieser Liste hochgeladen werden:
- Bezeichnung: Denkmalgeschützte Objekte und ggf. Bauwerksname des Kulturdenkmals
- Lage: Straßenname und Hausnummer oder Flurstücknummer des Kulturdenkmals. Die Grundsortierung der Liste erfolgt nach dieser Adresse. Der Link (Karte) führt zu verschiedenen Kartendiensten mit der Position des Kulturdenkmals. Fehlt dieser Link, wurden die Koordinaten noch nicht eingetragen. Sind diese bekannt, können sie über ein Tool mit einer Kartenansicht einfach nachgetragen werden. In dieser Kartenansicht sind Kulturdenkmale ohne Koordinaten mit einem roten bzw. orangen Marker dargestellt und können durch Verschieben auf die richtige Position in der Karte mit Koordinaten versehen werden. Kulturdenkmale ohne Bild sind an einem blauen bzw. roten Marker erkennbar.
- Datierung: Baubeginn, Fertigstellung, Datum der Erstnennung oder grobe zeitliche Einordnung entsprechend des Eintrags in der sächsischen Denkmaldatenbank
- Beschreibung: Kurzcharakteristik des Kulturdenkmals entsprechend des Eintrags in der sächsischen Denkmaldatenbank, ggf. ergänzt durch die dort nur selten veröffentlichten Erfassungstexte oder zusätzliche Informationen
- ID: Vom Landesamt für Denkmalpflege Sachsen vergebene, das Kulturdenkmal eindeutig identifizierende Objekt-Nummer. Der Link führt zum PDF-Denkmaldokument des Landesamtes für Denkmalpflege Sachsen. Bei ehemaligen Kulturdenkmalen können die Objektnummern unbekannt sein und deshalb fehlen bzw. die Links von aus der Datenbank entfernten Objektnummern ins Leere führen. Ein ggf. vorhandenes Icon  führt zu den Angaben des Kulturdenkmals bei Wikidata.